# Экскаватор
Экскава́тор (от лат. excavo — «долблю, вынимаю») — тип землеройных машин, оснащённых ковшом, в другом источнике указано что механические лопаты для механизации земляных работ. 
Основным назначением экскаватора является разработка грунтов (горных пород, полезных ископаемых) и погрузка сыпучих материалов. Главным отличием одноковшового экскаватора от других землеройных машин является то, что экскавация (выемка) грунта производится подвижным рабочим органом при неподвижном шасси. Поворот ковша на разгрузку также производится при стоящей машине. Многоковшовые экскаваторы могут передвигаться во время набора грунта (траншеекопатели, например), но ковши обязательно двигаются отдельно от шасси. Ранее в литературе применялось словосочетание «паровая лопата».

## Применение
Экскаватор как землечерпательная машина, применяется для механизации горных, земляных, ирригационных и других инженерных работ, связанных с перемещением грунтовых масс. Также экскаваторы применяются во время строительства и сноса жилых зданий, дорожного строительства, золотодобычи а также в карьерах и на горных выработках.
Конструктивно экскаваторы состоят из рабочего (как правило, сменного), ходового (шасси) и силового оборудований. Рабочее место экскаватора, работающего ковшом, называют забой. Особенностью экскаваторов является широкий набор сменного оборудования — не только разные лопаты или ковши (черпательный снаряд), но и стрелы, рукояти, копровые мачты, а также собственно рабочие инструменты: ковши экскавационные, погрузочные, грейферные двух- и многочелюстные, рыхлители, крюки.

## Классификация
По приводу:
- электрический;
- паровой;
- дизельный;
- комбинированный[2].

По работе:
- работающие периодически повторяющимися циклами — одноковшевые;
- работающие непрерывно — многочерпаковые[2].

По типу ходовой части
- гусеничные (на гусеничном ходу[2]) на нормальном и уширенно-удлинённом шасси;
- на рельсовых путях[2];
- шагающие;
- пневмоколёсные;
- на автомобильном ходу и на спецавтошасси;
- на тракторе;
- рельсовые и железнодорожные (нормальной колеи);
- плавучие (земснаряды, землечерпательные снаряды, землечерпалки);
- на вездеходном шасси (например, на понтоне с возможностью «шагания» по суше);
- на специальном (например, крутосклонном) шасси;
- на комбинированном шасси (например, пневмоколёсный с опускаемыми железнодорожными колёсными парами).

По принципу работы
- экскаваторы циклического действия (одноковшовые): одноковшовый экскаватор (в направлении зуба ковша экскаватора); рабочее оборудование: драглайн, прямая лопата, обратная лопата, грейфер;
- экскаваторы непрерывного действия (траншейный, роторный и другие);
- вакуумные и вакуумно-всасывающие экскаваторы (например, землесосные земснаряды).

По эксплуатационному предназначению
- карьерные;
- вскрышные;
- шахтные (для подземных работ);
- строительные универсальные.

По силовому оборудованию
- с двигателем внутреннего сгорания (как правило — дизельные);
- электрические;
- ранее — паровые.

## История
Официально идея создания землеройной машины принадлежит Леонардо да Винчи, он ещё в начале XVI века разработал схему прототипа современного экскаватора-драглайна. Известен набросок чертежа грейфера для землечерпалки, созданный да Винчи в 1500 году. Позднее Леонардо принимал участие в прокладке каналов в Миланской долине при помощи своего изобретения. Но есть свидетельства того, что ранее, в 1420 году, в венецианском издании «Кодекса Джованни Фонтана» был опубликован текст с упоминанием землеройной машины, использовавшейся для углубления дна каналов и расширения морских гаваней.
Ещё некоторое время Италия, а именно Венеция, активно развивала экскаваторное дело — машины были необходимы для очистки венецианских каналов. Далее изобретение развивали во Франции и Америке.
Активное строительство железнодорожных полотен в 1830-х годах и нехватка рабочих сподвигла американского механика Уильяма Смита Отиса в 1832—1836 годах изобрести первый одноковшовый экскаватор. Экскаватор Отиса был неполноповоротным и передвигался по рельсам. У него был ковш объёмом более одного кубометра и паровой двигатель в 15 лошадиных сил. Патент на «кран-экскаватор для раскапывания и удаления земли» был получен в Филадельфии 15 июня 1836 года, однако из-за пожара вся техническая документация была уничтожена, и вторично патент был выдан в 1838 году. До 1840 года было построено 7 экскаваторов Отиса, из которых 4 в 1842 году были проданы в Россию для строительства железной дороги Санкт-Петербург — Москва. Впоследствии они были перепроданы на Урал и в 1848 году впервые в мире использованы при разработке железной руды в Нижнем Тагиле. Первый русский экскаватор был построен в 1902 г. на Путиловском заводе.
Позднее появились многоковшовые экскаваторы, или абзетцеры, которые имели огромные размеры и передвигались по рельсам, выкапывая желоба породы. С ними работало множество специальных машин, среди которых заметен путепередвигатель, передвигавший многочисленные рельсы экскаватора.
В Советском Союзе с начала 1960-х годов на добыче фосфоритов в Лопатинском руднике работало три абзетцера, два из которых немецкого производства (Bukau ES-400-20/8, Takraf Ers 710). На данный момент[когда?] две машины не функционируют и проданы на утилизацию, в руднике работает лишь один маленький драглайн (ЭШ-11/70), добывающий фосфориты в ограниченных количествах. Абзетцер Takraf Bukau Ers 710 действует по сей день.
Управление экскаватором осуществляется машинистом, специальность — «машинист экскаватора». Однако учитывая сложность машины и выполняемых работ, дополнительно существует специальность «помощник машиниста экскаватора», его назначение — устранение мелких неполадок и вспомогательные работы на экскаваторе.
- Выполнение земляных работ железнодорожными частями с использованием парового экскаватора, январь 1915 года.
- Пневмоколёсный экскаватор.
- Дорожно-рельсовый экскаватор со сменным оборудованием.
- Гусеничный экскаватор в карьере.
- Экскаватор ЭР1250 на Тугнуйском угольном разрезе, Бурятия.